# Kerschbaum (Gemeinde Aigen-Schlägl)
Kerschbaum ist eine Ortschaft in der Gemeinde Aigen-Schlägl im Bezirk Rohrbach in Oberösterreich.

## Geographie

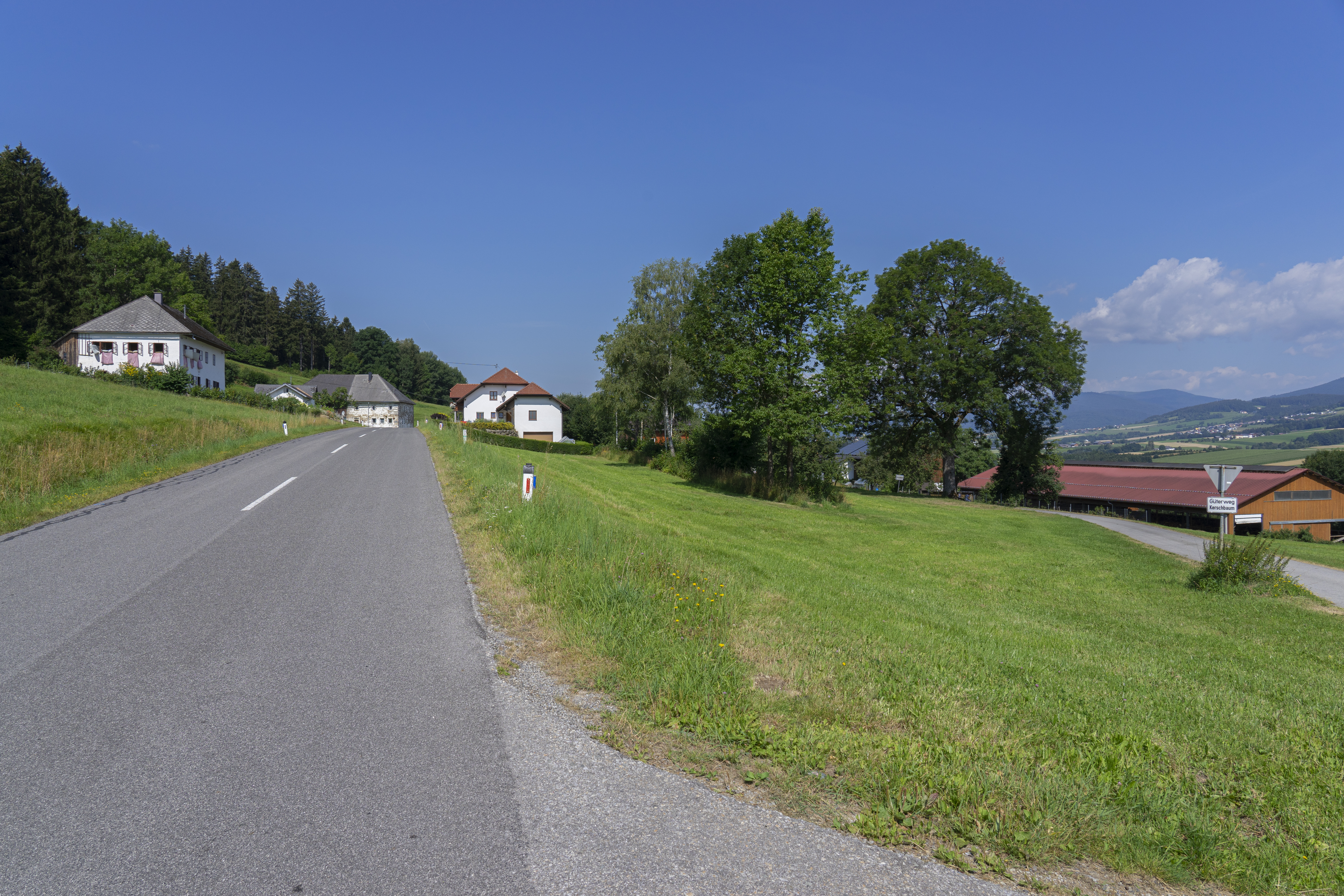
Ortseinfahrt von Kerschbaum

Die Rotte Kerschbaum befindet sich westlich des Gemeindehauptorts Aigen im Mühlkreis. Die Ortschaft umfasst 21 Adressen (Stand: 1. April 2020). Sie gehört zum Einzugsgebiet der Großen Mühl. Kerschbaum ist Teil der 22.302 Hektar großen Important Bird Area Böhmerwald und Mühltal.

## Geschichte
Kerschbaum wurde im Jahr 1303 als Hodansreut erstmals urkundlich erwähnt. Bei einem Brand am 29. Mai 1933 wurde unter anderem ein Wirtschaftsgebäude am Hof von Alois Katzlinger zerstört. Bis zur Gemeindefusion von Aigen im Mühlkreis und Schlägl am 1. Mai 2015 gehörte die Ortschaft zur Gemeinde Schlägl.

## Kultur und Sehenswürdigkeiten
Bei Kerschbaum Nr. 1 steht eine rechteckige Wegkapelle, deren vorgezogenes Walmdach auf Holzpfosten ruht. Sie ist mit der Jahreszahl 1887 bezeichnet. Im Kapelleninnenraum gibt es ein Kreuzgratgewölbe. Der zweigeschoßige Streckhof Kerschbaum Nr. 4 wurde 1544 erstmals urkundlich erwähnt. Er weist eine mit der Jahreszahl 1806 versehene Tür auf. Der eingeschoßige Streckhof Kerschbaum Nr. 5 wurde in der zweiten Hälfte des 19. Jahrhunderts erbaut.